# Gesomyrmex expectans
Gesomyrmex expectans är en myrart som beskrevs av Théobald 1937. Gesomyrmex expectans ingår i släktet Gesomyrmex och familjen myror. Inga underarter finns listade i Catalogue of Life.